# Marcinów (województwo dolnośląskie)

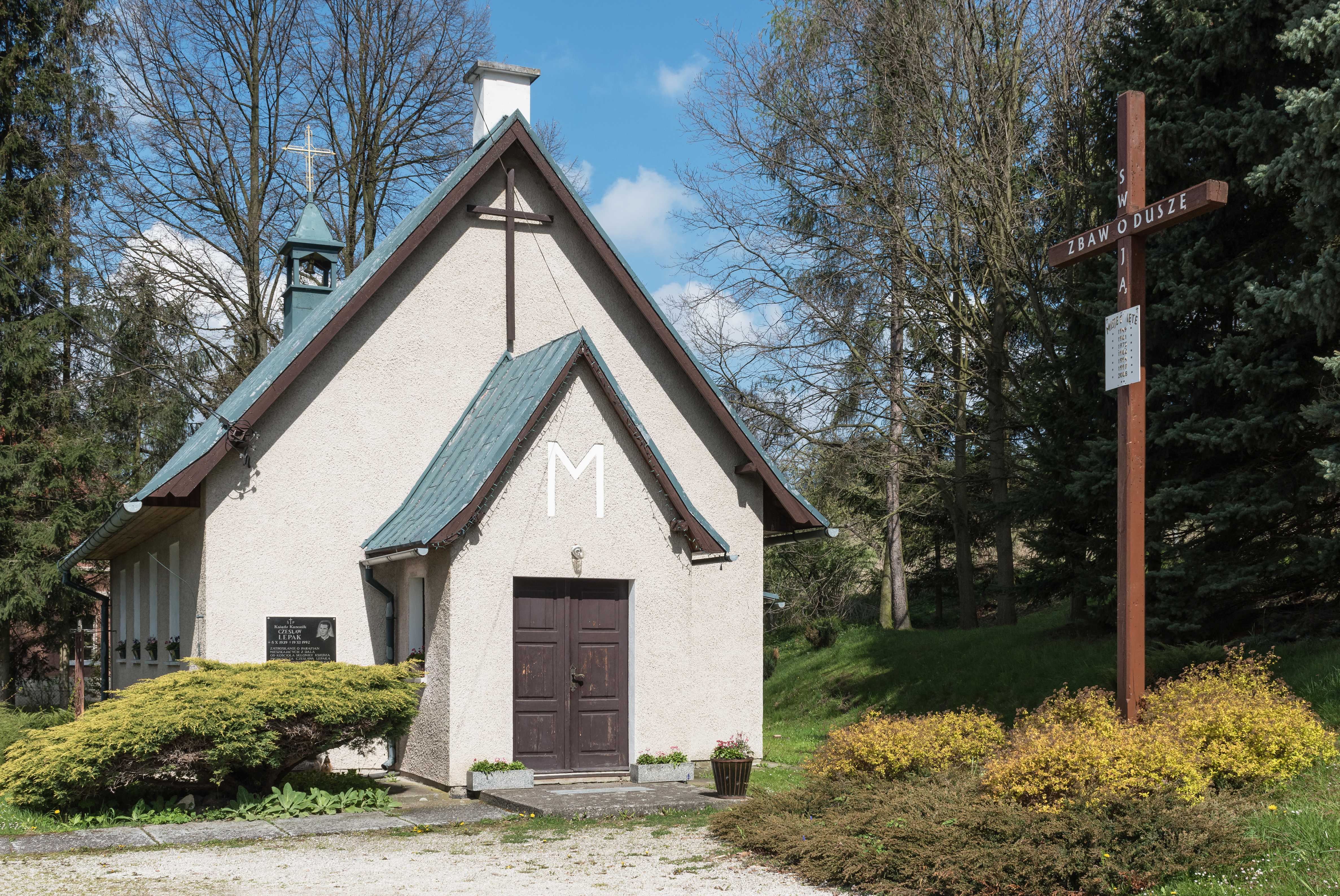
Kaplica Matki Boskiej w Marcinowie

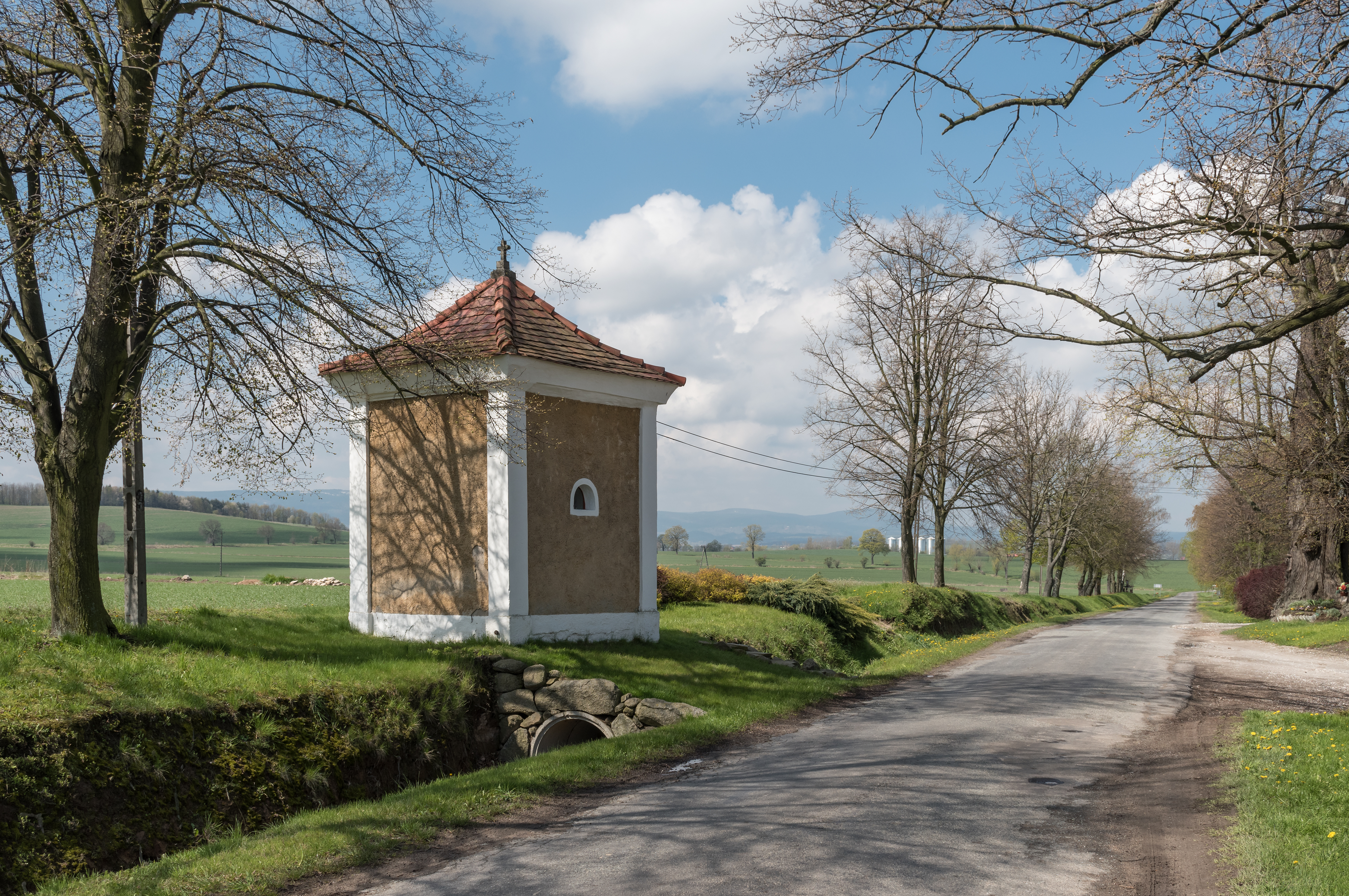
Kaplica domkowa w Marcinowie

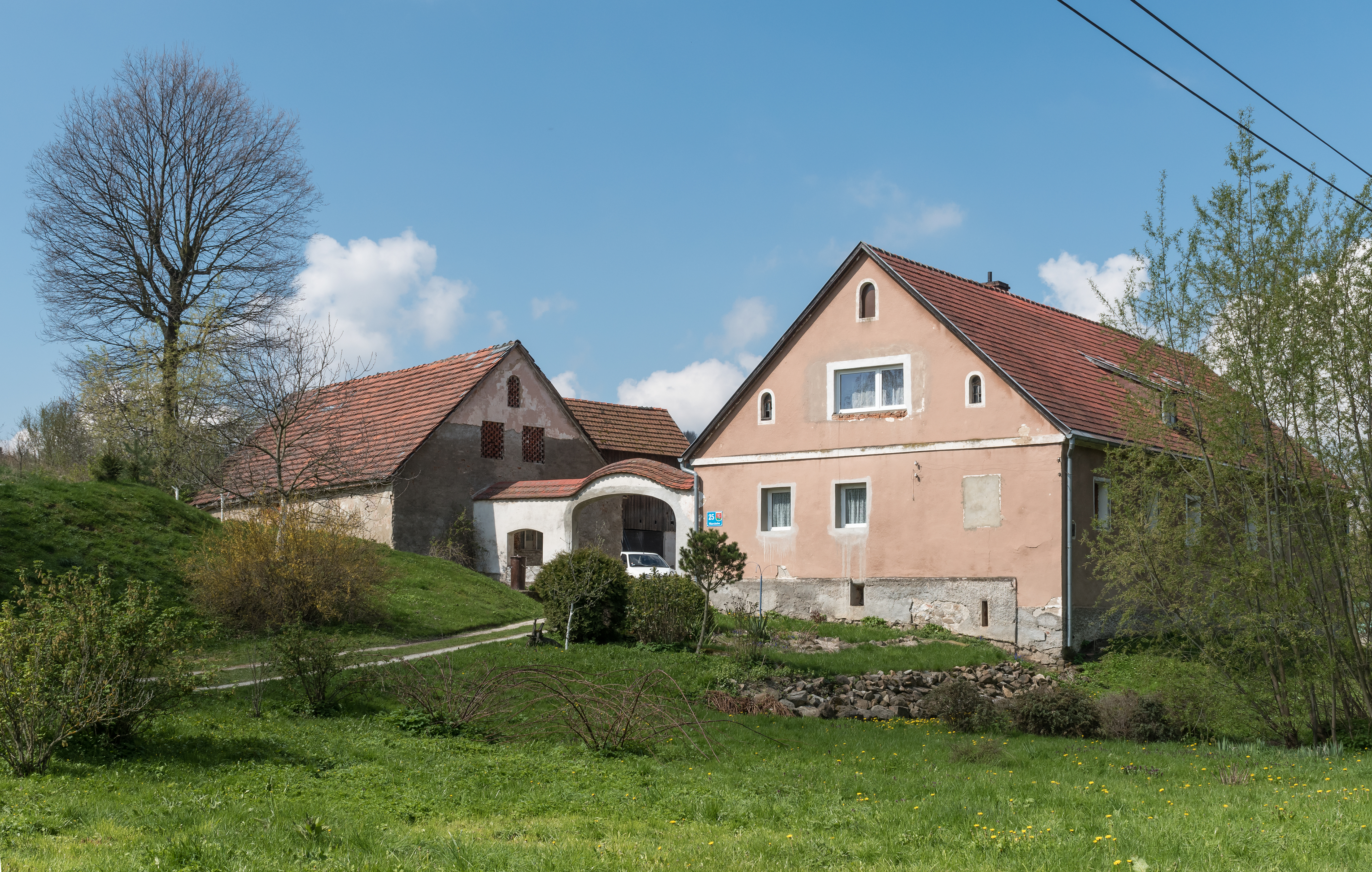
Gospodarstwo nr 25 w Marcinowie

Marcinów (niem. Märzdorf) – wieś sołecka w Polsce położona w województwie dolnośląskim, w powiecie kłodzkim, w gminie Kłodzko, we wschodniej części Kotliny Kłodzkiej. 

## Geografia

### Położenie geograficzne
Marcinów leży w Kotlinie Kłodzkiej, w Sudetach, w południowo-zachodniej Polsce. Od Kłodzka, siedziby gminy i powiatu jest oddalona o 6 km na południowy wschód. Na północy graniczy z Jaszkową Dolną i Jaszkową Górną, na zachodzie i południu z Żelaznem, a na wschodzie z Ołdrzychowicami Kłodzkimi.
Według danych z 2008 r. wieś zajmowała obszar 4 km², co stanowiło 1,59% powierzchni gminy Kłodzko.

### Warunki naturalne
Marcinów jest niewielką wsią położoną na wysokości ok. 325–365 m n.p.m., położoną w południowo-wschodniej części Kotliny Kłodzkiej pod Wzgórzami Rogówki. Jej zabudowania ciągną się na długości około 2 km nad Marcinówką, u północnych podnóży Sarnicy, Bukówki i Sośniny. Lasy porastają wyłącznie Wzgórza Rogówki.

### Budowa geologiczna
Okolice Marcinowa posiadają bardzo złożoną budowę geologiczną. Wzniesienia tworzą granitoidy masywu kłodzko-złotostockiego. Występują tu gnejsy biotytowe, hornflekoswe i granatowo-kordierytowe, w których można spotkać szereg rzadkich minerałów takich jak: granaty, kordieryt, piryt, prehnit oraz turmaliny. Jednak najbardziej interesujące są stare kamieniołomy położone powyżej wsi. Tereny znajdujące się w obniżeniu wyścielają osady plejstoceńskie, na których wytworzyły się bardzo dobre gleby.

## Podział administracyjny
W latach 1975–1998 miejscowość administracyjnie należała do województwa wałbrzyskiego.

## Demografia
Liczba ludności Marcinoiwa na przestrzeni stuleci kształtowała się następująco:
Marcinów nigdy nie należał do większych wsi na ziemi kłodzkiej. Liczył blisko 200 mieszkańców. Największy stan zaludnienia osada osiągnęła na początku 2 połowy XIX wieku, kiedy liczyła 258 mieszkańców. Następnie rozpoczął się powolny proces ubytku ludności. W 1946 roku dotychczasowi mieszkańcy Marcinowa zostali przesiedleni do Niemiec, a w ich miejsce przybyli polscy osadnicy ze Wschodu. Wieś począwszy od końca lat 70. XX wieku przeżywa stagnację demograficzną, która przejawia się w dalszym spadku ludności.

## Historia

### Początki Marcinowa
Marcinów zalicza się do wsi, które powstały prawdopodobnie w okresie przedlokacyjnym przed połową XIII wieku. Pierwsze wzmianki dotyczące wsi pochodzą jednak dopiero z połowy XIV wieku. W wielu opracowaniach Marcinów bywa często mylony z Marcinkowem w Krowiarkach, co bywa przyczyną nieporozumień i sprzecznych informacji, np. o wydobyciu tu galeny i srebra, czy o istniejących w XIV i XV wieku sztolniach i kopalniach. Zasadza się to na zwykłej pomyłce, spowodowanej przez podobieństwo nazw obu wsi.

### Marcinów w średniowieczu
Marcinów od samego początku był osadą wyłącznie rolniczą. W 2 połowie XIV wieku należał prawdopodobnie do Katheriny Chusnik, która występowała też w dokumentach jako Richnow. W 1369 roku niejaki Ditherich Rol wymieniany jest w dokumencie w związku ze wsią. W 1393 roku przy okazji ustanowienia w Marcinowie lenna rycerskiego przez królewskiego namiestnika Kłodzka Stefana Poduschkę, wymieniani byli: Katherina von Richnow i Otto Ratold. Przypuszczalnie w tym czasie utworzono tu wolne sędziostwo.
W XV wieku Marcinów wszedł w skład rozległych posiadłości rodu von Panwitzów, którzy występowali wielokrotnie w źródłach z tego okresu jako właściciel wsi. W 1412 roku jako sędziowie pojawili się bracia Paul i Jacob. W 1421 osadę posiadał Nickil Beme, natomiast w 1424 rok sędziostwo okresowo znalazło się w rękach kłodzkich franciszkanów. W 1465 roku wieś należała do Hansa von Panwitza, a w związku z sędziostwem wymieniani byli Christoff Niclin i Hans Heczel. W 1495 roku dobra w Młynowie (chyba sędziostwo) oraz 2 łany były przedmiotem transakcji z Wenzelem Smohelem z Piszkowic. W tym czasie wystąpił też sędzia Michael Krall. Z kolei w 1496 roku dwór, sędziostwo i 10 łanów gruntu było przedmiotem transakcji pomiędzy Hansem von Pannwitzem i Hansem von Haugwitzem, natomiast sędzia pisał się wówczas Michael von Matzdorf.

### Marcinów w czasach habsburskich
Tak jak w średniowieczu tak i w kolejnej epoce Marcinów rozwijał się słabo i nie został tu zbudowany kościół. W 1549 roku wieś podlegała parafii św. Jakuba w Krosnowicach, a w 1631 roku była wymieniana jako część parafii św. Marcina w Żelaźnie. W osadzie znajdowało się wówczas dziedziczne sędziostwo i wolne, dziedziczne sołectwo - oba z dworami. Wymieniani byli jako właściciele: von Haugwitz i Wolff, a we wsi mieszkało 9 gospodarzy płacących podatki kościelne.

### Marcinów w czasach pruskich
W wyniku wojen śląskich rozpoczętych w 1740 roku i zawartego ostatecznie w 1763 roku pokoju w Hubertusburgu ziemia kłodzka znalazła się w granicach Królestwa Pruskiego. W tym czasie Marcinów wchodził w obręb rozległej posiadłości ziemskiej obejmującej okoliczne wsie, a należącej do czołowych rodów kłodzkiej szlachty. W 1748 należał do hrabiego von Götza. Mieszkało tu 3 kmieci oraz 28 zagrodników i chałupników. W 1765 roku właścicielem osady był hrabia Herberstein z Gorzanowa. Wartość majątku szacowano w tym czasie na około 12 tys. talarów, a we wsi mieszkało 3 kmieci, 24 zagrodników i 3 chałupników, w tym 1 rzemieślnik. Nadal istniało wolne dziedziczne sędziostwo z 1 kmieciem i 3 zagrodnikami. Z kolei w 1782 roku Marcinów należał do hrabiego Antona Alexandra von Magnisa z Ołdrzychowic Kłodzkich. Posiadał on tu folwark i młyn wodny, a mieszkało we wsi 2 kmieci oraz 33 zagrodników i chałupników. Natomiast w wolnym sędziostwie był również folwark z 5 zagrodnikami. W całej wsi mieszkało 3 rzemieślników.
W 1. połowie XIX wieku Marcinów nadal pozostawał niewielką wsią. W 1840 roku należał do hrabiego von Magnisa. Jego część liczyła 34 budynki, a w części niejakiego Ullricha, który dzierżył dziedziczne sędziostwo, było 5 budynków. We wsi był młyn, kowal, handlarz zbożem i działały 2 gorzelnie.

### Marcinów w czasach niemieckich
W 1871 roku doszło do zjednoczenia Niemiec i Marcinów znalazł się w ich granicach. W tym czasie majątek hrabiego von Magnisa obejmował 1075 morgów, a trzymał go dzierżawca Brosig z Kłodzka, natomiast dziedziczne sędziostwo Wilhelma Ullricha obejmowało 209 morgów. Dwór w części hrabiego von Magnisa nazywano Oberhofem. Taki podział na dwie części utrzymał się aż do zakończenia II wojny światowej w 1945 roku.

### Marcinów po 1945 roku
Po zakończeniu wojny Marcinów decyzją mocarstw wraz z całą ziemią kłodzką został przyłączony do państwa polskiego. Jego dotychczasową ludność niemiecką przesiedlono w głąb Niemiec, a ich miejsce zajęli Polacy z Kresów Wschodnich.
Mimo tego Marcinów zachował swój rolniczy charakter, a w folwarkach umieszczono z czasem gospodarstwa PGR, a później SKR i gospodarstwo Kombinatu Rolno-Spożywczego z Żelazna. Sama wieś przeżywała jednak stagnację. Od pewnego czasu w Marcinowie w niewielkim stopniu rozwija się funkcja rekreacyjna.

## Edukacja i kultura
Dzieci w wieku 7-13 lat uczęszczają do szkoły podstawowej w Żelaźnie. Młodzież w wieku 13-16 lat z reguły kontynuuje naukę w Gimnazjum Publicznym im. Władysława Reymonta w Kłodzku.
Wieś nie posiada osobnej parafia katolickiej. Istnieje tutaj kaplica filialna pod wezwaniem Matki Boskiej Jasnogórskiej, należąca do parafii św. Marcina w Żelaźnie. Została ona zbudowana w 1982 roku przez miejscowych mieszkańców z inicjatywy ówczesnego proboszcza ks. Czesława Lepaka.

## Administracja
Marcinów po zakończeniu II wojny światowej znalazł się w granicach Polski. W latach 1945–1975 wieś wchodziła w skład powiatu kłodzkiego, należącego do województwa wrocławskiego. W 1954 r. władze centralne zlikwidowały gminy, tworząc w ich miejsce gromady, obejmujące swoim zasięgiem po kilka wsi. Marcinów tworzył wspólną gromadę z Żelaznem, a następnie wchodził w skład nowo powstałej gminy Żelazno, będącej od 1975 roku częścią województwa wałbrzyskiego. Po likwidacji gminy w 1976 roku wieś weszła w skład gminy kłodzkiej, będącej od 1999roku częścią powiatu kłodzkiego w województwie dolnośląskim.
W 1990 r. po transformacji ustrojowej państwa polskiego i przywróceniu samorządów władze gminy Kłodzko I kadencji zadecydowały o podziale gminy na jednostki pomocnicze – sołectwa. Jedno z nich utworzono w Marcinowie. Objęło ono swoim terytorium obszar całej wsi. Na jego czele stoi sołtys, jako jednoosobowy organ władzy wykonawczej, który ma do pomocy radę sołecką. Funkcję sołtysa sprawuje od 2003 roku Ludwika Golec, z kolei koordynatorem samorządowym jest Krystyna Kasprzak.
Mieszkańcy wsi wybierają do Rady Gminy dwóch radnych co 4 lata, tworząc wspólny okręg wyborczy z Droszkowem i Jaszkową Górną.

## Infrastruktura

### Transport
Marcinów leży na uboczu ważnych szlaków komunikacyjnych ziemi kłodzkiej. Przez wieś przechodzi lokalna droga będąca odnogą drogi krajowej nr 33 z Kłodzka do Boboszowa. Znajduje się tutaj przystanek autobusowy. Komunikację autobusową na obszarze Marcinowa obsługuje PKS Kłodzko.
Najbliższy przystanek kolejowy znajduje się w Żelaźnie przez który przebiega linia kolejowa z Kłodzka Głównego do Stronia Śląskiego. Ruch pasażerski na tej trasie wstrzymano w 2004 r., w związku z tym chcąc skorzystać z komunikacji kolejowej mieszkańcy korzystają ze stacji w Krosnowicach lub Kłodzko Miasto.

### Bezpieczeństwo
W zakresie ochrony przeciwpożarowej oraz innych miejscowych zagrożeń – Kamieniec podlega rejonowi działania Powiatowej Straży Pożarnej oraz Komendzie Powiatowej Policji w Kłodzku.

## Gospodarka
Marcinów jest wsią rolniczą. Otoczenie miejscowości stanowią użytki rolne. W 1978 roku było tu 20 gospodarstw indywidualnych oraz PGR. Wyłącznie z pracy w rolnictwie utrzymywało się około 46% ludności czynnej zawodowo. Natomiast dziesięć lat później we wsi działały 23 gospodarstwa, a wyłącznie z pracy na roli utrzymywało się aż 69% ludności czynnej zawodowo. Pozostali mieszkańcy pracowali w okolicznych miejscowościach głównie w Kłodzku. Wieś nie posiada zaplecza handlowo-usługowego. Od połowy lat 90. XX wieku zaczęto budować nowe domy lub adaptować stare na gospodarstwa agroturystyczne.

## Architektura i urbanistyka
We wsi znajdują się wielkie podworskie zabudowania folwarczne. Górny folwark – nazywany dawniej Oberhof – należał w XIX wieku do hrabiego Magnisa z Ołdrzychowic Kłodzkich. Składał się on z dworu i potężnych zabudowań gospodarczych. Naprzeciwko środkowego folwarku stoi barokowo-klasycystyczna kapliczka domkowa z eklektycznym ołtarzykiem Matki Boskiej. Dolny folwark to dawny dwór sędziowski, obecnie bardzo przebudowany.

## Ciekawostki
- W XIV wieku powstało w Marcinowie wolne, dziedziczne sędziostwo i przetrwało najdłużej na ziemi kłodzkiej; istniało - przynajmniej formalnie – do 1945 roku[21].
- Powyżej wsi znajdują się stare kamieniołomy.
- Okolice Marcinowa mają złożoną budowę geologiczną, można znaleźć tutaj nawet granaty i turmaliny.